# Veredelung (Landwirtschaft)
Als Veredelung wird in der Landwirtschaft
- die Umwandlung von pflanzlichen Produkten (siehe dazu auch Pflanzenproduktion) in Tierprodukte
- und die Pflanzenveredelung auf Unterlagen gemeint.

Die Nutztierhaltung wird daher als Veredelungswirtschaft bezeichnet; landwirtschaftliche Betriebe, die den überwiegenden Teil ihres Umsatzes mit Tieren bzw. Tierprodukten erzielen, werden Veredelungsbetriebe genannt.

## Wirtschaftsfaktoren
Aufgrund der benötigten Futtermengen ist der energetische – und daher ökologische – Aufwand zur Herstellung von tierischen Produkten wesentlich höher als der von pflanzlichen. Durch den Stoffwechsel der Nutztiere geht ein Teil der mit dem Futtermittel zugeführten Energie in Form von Körperwärme verloren. Eine Ausnahme bildet die Aquakultur; da Fische wechselwarm sind, ist die Futterverwertung wesentlich größer. Um dieselbe Energie zur Ernährung mit Tierprodukten wie bei pflanzlicher Ernährung herzustellen, werden daher wesentlich größere Flächen benötigt. Der Mensch erreicht die größte Energieeffizienz der chemischen Energie, die durch Photosynthese gewonnen wird, wenn sein Trophieniveau einen möglichst niedrigen Grad erreicht. Denn auf jeder Trophieebene geht Energie durch Stoffwechselvorgänge in Form von Wärme für eine weitere Nutzung verloren.
Im weltweiten Maßstab sowie bei der traditionellen Landwirtschaft ist die Möglichkeit, Veredelungswirtschaft betreiben zu können, daher von Flächen abhängig, die nicht zur Produktion pflanzlicher Grundnahrungsmittel benötigt werden. Allerdings bietet die Veredelungswirtschaft andererseits auch die Möglichkeit, Flächen landwirtschaftlich zu nutzen, die nicht zum Ackerbau, sondern nur als Grünland geeignet sind. Bei der industriellen Landwirtschaft ist – insbesondere im Bereich der Massentierhaltung – die Veredelungswirtschaft im lokalen Maßstab flächenunabhängig, da Futtermittel zugekauft werden: Der Flächenverbrauch verlagert sich in Regionen, die in der Futtermittelproduktion effektiver arbeiten können. Derzeit werden weltweit 40 % der Getreideproduktion, ca. 65 % der Ölsaat und 30 % des Fischfangs für die Veredelung eingesetzt.

## Entwicklung
Prinzipiell leitet sich die Veredelung von den Arbeitsweisen der Sekundärverwertung einer Subsistenzwirtschaft ab (Haushaltsabfall als Futter in der Schweinemast, Stroh als Futterzusatz zum Heu, …)
Die heutige Bedeutung der Veredelungswirtschaft beruht insbesondere auf der mit steigendem Wohlstand zunehmenden Nachfrage nach hochwertigen Tierprodukten, mit denen sich größere Erlöse erzielen lassen als mit pflanzlichen Produkten. Die mitteleuropäische Landwirtschaft erzielt etwa drei Fünftel ihrer Erlöse aus der Veredelungswirtschaft. Im Vergleich dazu entfällt in Entwicklungsländern meist weniger als ein Fünftel des Produktionswertes der Landwirtschaft auf die Veredelungswirtschaft.